# Musée des postes de traite Aptucxet

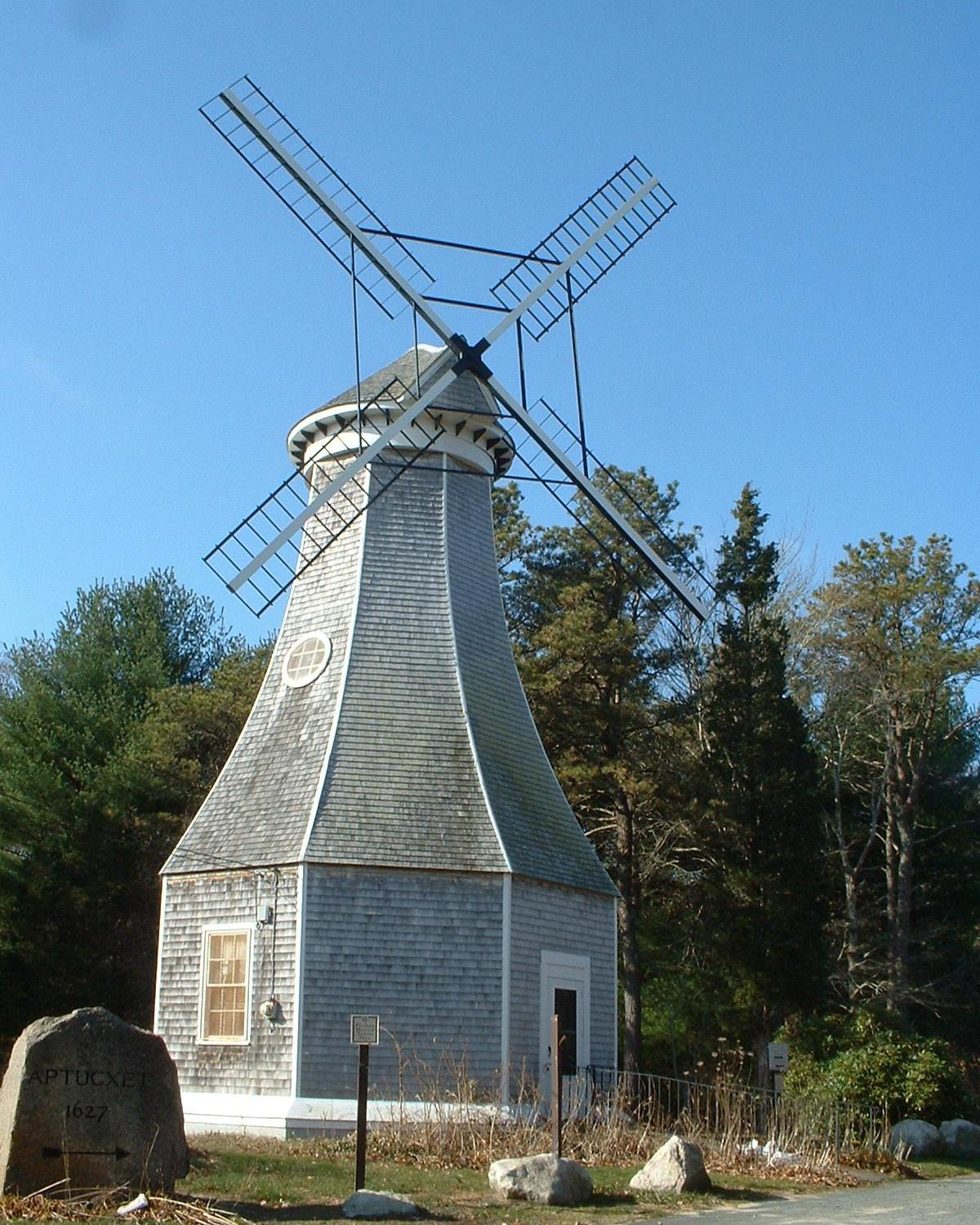
Moulin à vent de 1971 au musée Aptucxet Trading Post

Le Aptucxet Trading Post Museum est un petit musée historique à ciel ouvert situé à Bourne, dans le Massachusetts. L'attraction principale est une réplique du poste de traite d'Aptucxet du XVIIe siècle, construit par les pèlerins de colonie de Plymouth dans le but de commercer avec les Indiens Wampanoag et les Hollandais. Le musée présente également une réplique d'une saline du XIXe siècle, de la gare reliée à la gare de Gray Gables datant du XIXe siècle et d'un moulin à vent en bois.

## Poste de traite Aptucxet
En 1627, des colons anglais de la colonie de Plymouth ont établi un poste de traite à 20 milles (32,18688 km) au sud de Plymouth à Aptucxet sur la rivière Manamet (également connue sous le nom de Manomet, ou monument) sur la partie supérieure du Cap Cod. Ce poste était le premier établissement permanent des colons à Cape Cod bien qu'ils se soient déjà rendus dans la région de la rivière Manamet pour échanger du maïs et des haricots et pour rechercher un colon disparu,. Le nom Aptucxet est un mot Wampanoag signifiant « petit piège dans la rivière », faisant éventuellement référence à un barrage de pêche.
Le poste a été créé principalement pour commercer avec les Wampanoags, ce qui était souhaitable pour les colons pour plusieurs raisons. La colonie dépendait en partie du maïs et des haricots fournis par les Indiens et certains colons espéraient commencer un commerce de fourrures afin de rembourser leurs dettes à l'Angleterre. Le poste de traite a également été utilisé pour le commerce entre les colons anglais et néerlandais de La Nouvelle-Amsterdam au sud, aujourd'hui New York,,.
Aptucxet fut le premier poste de traite établi par les colons de Plymouth. Il fut suivi en 1633 par le poste de traite Metteneque à Windsor Locks, dans le Connecticut et par le poste de traite de Cushnoc (en) à Augusta, dans le Maine. Aptucxet était situé à une certaine distance de la colonie et était occupé toute l'année par des colons. Le grand ouragan colonial de 1635 (en) a endommagé l'un des bâtiments et le poste a été abandonné dans les années 1650. La terre est ensuite devenue une partie d'une ferme,.
Les premières fouilles archéologiques sur la propriété ont eu lieu en 1852 lorsque John Batchelder et William Russell ont entrepris des fouilles partielles d'une fondation à double cave,. Ils pensaient que la fondation faisait partie du poste de traite d'origine Aptucxet, bien que certains chercheurs aient suggéré qu'elle aurait pu appartenir à un bâtiment ultérieur. La Bourne Historical Society a acquis le terrain en 1922 et une fouille approfondie a été menée entre 1926 et 1929 par Percival Hall Lombard et Nathan Bourne Hartford. La réplique actuelle du bâtiment a été construite en 1930 sur ces fondations originales, en utilisant les résultats des fouilles archéologiques,.
Les rivières Manamet et Scusset ont été élargies au début du XXe siècle et reliées pour former le canal du cap Cod, suivant un itinéraire très similaire à celui emprunté par les colons de Plymouth pour se rendre au poste de traite d'Aptucxet,. En conséquence, le musée du poste de traite Aptucxet est désormais situé sur les rives du canal Cape Cod plutôt que sur la rivière Manamet.

## Saline
Le musée présente également une réplique d'une saline semblable à celle utilisée dans la région pour fabriquer du sel de mer au XIXe siècle. Les salines sont constituées de cuves en bois carrées où l'eau de mer s'est évaporée. Chaque cuve est équipée d'un toit en croupe coulissant qui peut être utilisé pour la protéger de la rosée et de la pluie. La réplique a été construite en 1967 et reconstruite en 2000 et 2014

## Gare de Gray Gables

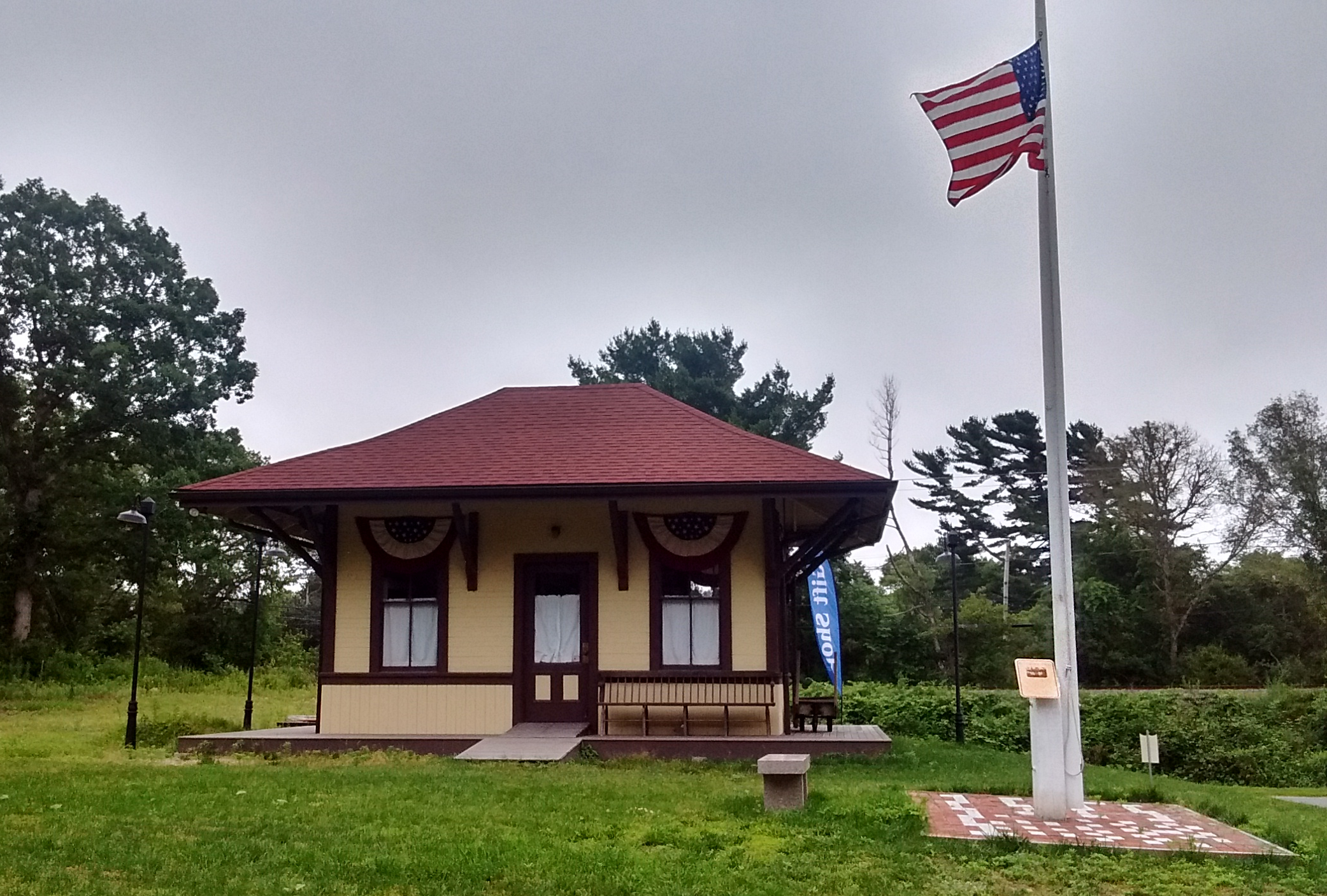
Bâtiment de la gare de Grey Gables au musée du poste de traite

Le musée abrite le bâtiment d'origine de l'ancienne gare ferroviaire de Gray Gables, aujourd'hui disparue. Elle a été construite en 1892 près de la résidence d'été de Gray Gables du président Grover Cleveland. Elle comprenait une ligne de télégraphe directe vers Washington, DC La station fut fermée dans les années 1940 et fut achetée par la Bourne Historical Society en 1976. Il a été transféré au musée de l'Aptucxet Trading Post en 1977 et rénové en 2014,.

## Voir également
- Liste des musées du Massachusetts (en)
- Liste d'éoliennes dans le Massachusetts (en)